# Liste des vice-chefs d'État et des vice-chefs de gouvernement
 (janvier 2024).
Cette page dresse la liste des vice-chefs d’État et des vice-chefs de gouvernement des États souverains et celle de vice-dirigeants de diverses autres entités (territoires à souveraineté spéciale, États de facto...).

## Vice-chefs d'État et vice-chefs de gouvernement (États souverains)
| État                   | Titre                                                                                        | Nom                                                       | Depuis (le)                     |
| ---------------------- | -------------------------------------------------------------------------------------------- | --------------------------------------------------------- | ------------------------------- |
| Afghanistan            | Premier vice-commandeur des croyants de l'émirat islamique d'Afghanistan                     | Abdul Ghani Baradar                                       | 15 août 2021                    |
| Afghanistan            | Second vice-commandeur des croyants de l'émirat islamique d'Afghanistan                      | Mohammad Yaqoub                                           | 15 août 2021                    |
| Afrique du Sud         | Vice-président de la République                                                              | Paul Mashatile                                            | 7 mars 2023                     |
| Allemagne              | Vice-chancelier                                                                              | Robert Habeck                                             | 8 décembre 2021                 |
| Angola                 | Vice-présidente de la République                                                             | Esperança da Costa                                        | 15 septembre 2022               |
| Argentine              | Vice-présidente de la Nation                                                                 | Victoria Villarruel                                       | 10 décembre 2023                |
| Australie              | Vice-premier ministre                                                                        | Richard Marles                                            | 23 mai 2022                     |
| Autriche               | Vice-chancelier                                                                              | Werner Kogler                                             | 7 janvier 2020                  |
| Azerbaïdjan            | Première vice-présidente de la République                                                    | Mehriban Aliyeva                                          | 21 février 2017                 |
| Bahamas                | Vice-premier ministre                                                                        | Chester Cooper                                            | 17 septembre 2021               |
| Bahreïn                | Vice-premier ministre                                                                        | Khaled ben Abdullah Al Khalifa                            | 2 novembre 2010                 |
| Belgique               | Vice-premiers ministres (Gouvernement fédéral)                                               | David Clarinval                                           | 15 septembre 2022               |
| Belgique               | Vice-premiers ministres (Gouvernement fédéral)                                               | Vincent Van Peteghem                                      | 1er octobre 2020                |
| Belgique               | Vice-premiers ministres (Gouvernement fédéral)                                               | Paul Van Tigchelt                                         | 22 octobre 2023                 |
| Belgique               | Vice-premiers ministres (Gouvernement fédéral)                                               | Petra De Sutter                                           | 1er octobre 2020                |
| Belgique               | Vice-premiers ministres (Gouvernement fédéral)                                               | Frank Vandenbroucke                                       | 1er octobre 2020                |
| Belgique               | Vice-premiers ministres (Gouvernement fédéral)                                               | Georges Gilkinet                                          | 1er octobre 2020                |
| Belgique               | Vice-premiers ministres (Gouvernement fédéral)                                               | Pierre-Yves Dermagne                                      | 1er octobre 2020                |
| Belize                 | Vice-premier ministre                                                                        | Cordel Hyde (en)                                          | 13 novembre 2020                |
| Bénin                  | Vice-présidente de la République                                                             | Mariam Chabi Talata                                       | 24 mai 2021                     |
| Biélorussie            | Premier vice-premier ministre                                                                | Vassili Matiouchevski                                     | 2014                            |
| Biélorussie            | Vice-premiers ministres                                                                      | Anatoli Kalinine                                          | 2010                            |
| Biélorussie            | Vice-premiers ministres                                                                      | Vassili Jarko                                             | 2016                            |
| Biélorussie            | Vice-premiers ministres                                                                      | Mikhaïl Roussi                                            | 2012                            |
| Biélorussie            | Vice-premiers ministres                                                                      | Vladimir Semachko                                         | 2003                            |
| Birmanie               | Premier vice-président de la République                                                      | Myint Swe                                                 | 30 mars 2016                    |
| Birmanie               | Second vice-président de la République                                                       | poste vacant                                              | 22 avril 2024                   |
| Bolivie                | Vice-président de la République                                                              | David Choquehuanca                                        | 8 novembre 2020                 |
| Botswana               | Vice-président de la République                                                              | Ndaba Gaolathe                                            | 7 novembre 2024                 |
| Brésil                 | Vice-président de la République                                                              | Geraldo Alckmin                                           | 1er janvier 2023                |
| Bulgarie               | Vice-présidente de la République                                                             | Iliana Iotova                                             | 22 janvier 2017                 |
| Bulgarie               | Vice-premiers ministres                                                                      | Tomislav Dontchev                                         | 4 mai 2017                      |
| Bulgarie               | Vice-premiers ministres                                                                      | Krasimir Karakatchanov                                    | 4 mai 2017                      |
| Bulgarie               | Vice-premiers ministres                                                                      | Valeri Simeonov                                           | 4 mai 2017                      |
| Bulgarie               | Vice-premiers ministres                                                                      | Ekaterina Zakharieva                                      | 4 mai 2017                      |
| Burundi                | Vice-président de la République                                                              | Prosper Bazombanza                                        | 24 juin 2020                    |
| Cambodge               | Vice-premiers ministres                                                                      | Sar Kheng                                                 | 3 février 1992 ?                |
| Cambodge               | Vice-premiers ministres                                                                      | Men Sam An                                                | 25 septembre 2008               |
| Cambodge               | Vice-premiers ministres                                                                      | Tea Banh                                                  | 16 juillet 2004                 |
| Cambodge               | Vice-premiers ministres                                                                      | Kong Sam Ol                                               | 30 novembre 1998 ?              |
| Cambodge               | Vice-premiers ministres                                                                      | Hor Namhong                                               | 16 juillet 2004                 |
| Cambodge               | Vice-premiers ministres                                                                      | Bin Chhin                                                 | 5 septembre 2007                |
| Cambodge               | Vice-premiers ministres                                                                      | Yim Chhai Ly                                              | 24 septembre 2008               |
| Cambodge               | Vice-premiers ministres                                                                      | Ke Kimyan                                                 | 12 mars 2009                    |
| Canada                 | Vice-première ministre                                                                       | poste vacant                                              | 16 décembre 2024                |
| Chine                  | Vice-président de la République                                                              | Han Zheng                                                 | 10 mars 2023                    |
| Chine                  | Vice-premiers ministres                                                                      | Ding Xuexiang                                             | 12 mars 2023                    |
| Chine                  | Vice-premiers ministres                                                                      | He Lifeng                                                 | 12 mars 2023                    |
| Chine                  | Vice-premiers ministres                                                                      | Zhang Guoqing                                             | 12 mars 2023                    |
| Chine                  | Vice-premiers ministres                                                                      | Liu Guozhong                                              | 12 mars 2023                    |
| Colombie               | Vice-présidente de la République                                                             | Francia Márquez                                           | 7 août 2022                     |
| Chypre                 | Vice-président de la République                                                              | poste vacant                                              | 1974                            |
| Corée du Sud           | Vice-premiers ministres                                                                      | Yoo Il-ho                                                 | 13 janvier 2016                 |
| Corée du Sud           | Vice-premiers ministres                                                                      | Lee Joon-sik                                              | 13 janvier 2016                 |
| Costa Rica             | Premier vice-président                                                                       | Stephan Brunner                                           | 8 mai 2022                      |
| Costa Rica             | Seconde vice-présidente                                                                      | Mary Munive                                               | 8 mai 2022                      |
| Côte d'Ivoire          | Vice-président de la République                                                              | Tiémoko Meyliet Koné                                      | 20 avril 2022                   |
| Croatie                | Vice-premiers ministres                                                                      | Martina Dalić                                             | 19 octobre 2016                 |
| Croatie                | Vice-premiers ministres                                                                      | Davor Ivo Stier                                           | 19 octobre 2016                 |
| Croatie                | Vice-premiers ministres                                                                      | Damir Krstičević                                          | 19 octobre 2016                 |
| Croatie                | Vice-premiers ministres                                                                      | Ivan Kovačić                                              | 19 octobre 2016                 |
| Cuba                   | Vice-président de la République                                                              | Salvador Valdés Mesa                                      | 10 octobre 2019                 |
| Égypte                 | Vice-président de la République                                                              | poste vacant                                              | 23 avril 2019                   |
| Émirats arabes unis    | Vice-président                                                                               | Mohammed ben Rachid Al Maktoum                            | 5 janvier 2006                  |
| Équateur               | Vice-présidente de la République                                                             | Verónica Abad Rojas                                       | 23 novembre 2023                |
| Espagne                | Vice-présidente du gouvernement                                                              |                                                           |                                 |
| États-Unis             | Vice-président                                                                               | J. D. Vance                                               | 20 janvier 2025                 |
| Éthiopie               | Vice-premiers ministres                                                                      | Demeke Mekonnen                                           | 29 novembre 2012                |
| Éthiopie               | Vice-premiers ministres                                                                      | Debretsion Gebremichael                                   | 29 novembre 2012                |
| Éthiopie               | Vice-premiers ministres                                                                      | Aster Mamo                                                | 8 avril 2014                    |
| Gabon                  | Vice-président de la République                                                              | poste vacant                                              | 21 mai 2019                     |
| Gambie                 | Vice-président de la République                                                              | Muhammad B.S. Jallow                                      | 24 février 2023                 |
| Ghana                  | Vice-présidente de la République                                                             | Jane Naana Opoku-Agyemang                                 | 7 janvier 2025                  |
| Grèce                  | Vice-premier ministre                                                                        | Ioánnis Dragasákis                                        | 23 septembre 2015               |
| Grenade                | Vice-premier ministre                                                                        | Elvin Nimrod                                              | 3 mars 2013                     |
| Guatemala              | Vice-présidente de la République                                                             | Karin Herrera                                             | 15 janvier 2024                 |
| Guinée équatoriale     | Vice-président de la République                                                              | Teodoro Nguema Obiang Mangue                              | 21 juin 2016                    |
| Guyana                 | Premier vice-président de la République                                                      | Mark Phillips                                             | 2 août 2020                     |
| Guyana                 | Vice-président de la République                                                              | Bharrat Jagdeo                                            | 2 août 2020                     |
| Honduras               | Premier vice-président de la République                                                      | Ricardo Álvarez Arias                                     | 27 janvier 2014                 |
| Honduras               | Deuxième vice-président de la République                                                     | Olga Margarita Alvarado Rodríguez                         | 27 janvier 2018                 |
| Honduras               | Troisième vice-président de la République                                                    | María Antonia Rivera Rosales                              | 27 janvier 2018                 |
| Inde                   | Vice-président                                                                               | Jagdeep Dhankhar                                          | 11 août 2022                    |
| Indonésie              | Vice-président de la République                                                              | Ma'ruf Amin                                               | 20 octobre 2019                 |
| Irak                   | Vice-présidents de la République                                                             | poste vacant                                              | 2 octobre 2018                  |
| Irak                   | Vice-présidents de la République                                                             | poste vacant                                              | 2 octobre 2018                  |
| Irak                   | Vice-présidents de la République                                                             | poste vacant                                              | 2 octobre 2018                  |
| Iran                   | Premier vice-président de la République                                                      | Mohammad Mokhbér                                          | 8 août 2021                     |
| Iran                   | Vice-président pour les affaires économiques                                                 | Mohsen Rezaei Mirghaed                                    | 25 août 2021                    |
| Iran                   | Vice-président et responsable de l'organisation de la gestion et de la planification en Iran | Seyyed Masoud Mirkazemi                                   | 11 août 2021                    |
| Iran                   | Vice-présidente pour les affaires juridiques                                                 | Mohammad Dehghan                                          | 1er septembre 2021              |
| Iran                   | Vice-président pour les affaires parlementaires                                              | Seyyed Mohammad Hosseini                                  | 20 août 2021                    |
| Iran                   | Vice-président pour la science et la technologie                                             | Sorena Sattari                                            | 4 octobre 2013                  |
| Iran                   | Vice-présidente pour les affaires des femmes et familiales                                   | Ansieh Khazali                                            | 1er septembre 2021              |
| Iran                   | Vice-président et responsable de l'Organisation de l'énergie atomique                        | Mohammad Eslami                                           | 29 août 2021                    |
| Iran                   | Vice-président et responsable de la Fondation des martyrs et des anciens combattants         | Seyyed Amir Hossein Ghazizadeh Hashemi                    | 12 septembre 2021               |
| Iran                   | Vice-président et responsable de l'organisation administrative et du recrutement             | Meysam Latifi                                             | 5 septembre 2021                |
| Iran                   | Vice-président et responsable de l'organisation pour la protection de l'environnement        | Ali Salajegheh                                            | 3 octobre 2021                  |
| Iran                   | Vice-président pour les affaires exécutives                                                  | Seyyed Ebrahim Raisi                                      | 15 septembre 2021               |
| Irlande                | Vice-Premier ministre                                                                        | Frances Fitzgerald                                        | 6 mai 2016                      |
| Italie                 | Vice-présidents du Conseil des ministres                                                     | Antonio Tajani                                            | 22 octobre 2022                 |
| Italie                 | Vice-présidents du Conseil des ministres                                                     | Matteo Salvini                                            | 22 octobre 2022                 |
| Japon                  | Vice-Premier ministre                                                                        | Tarō Asō                                                  | 26 décembre 2012                |
| Kenya                  | Vice-président de la République                                                              | Rigathi Gachagua                                          | 13 Septembre 2022               |
| Kiribati               | Vice-président de la République                                                              | Teuea Toatu                                               | 19 juin 2019                    |
| Laos                   | Vice-présidents de la République                                                             | Pany Yathotou                                             | 22 mars 2021                    |
| Laos                   | Vice-présidents de la République                                                             | Bounthong Chitmany                                        | 22 mars 2021                    |
| Lesotho                | Vice-premier ministre                                                                        | Monyane Moleleki                                          | 23 juin 2017                    |
| Liban                  | Vice-président du Conseil des ministres                                                      | Tarek Mitri                                               | 8 février 2025                  |
| Liberia                | Vice-président de la République                                                              | Jewel Taylor                                              | 16 janvier 2018                 |
| Libye                  | Vice-présidents du Conseil présidentiel                                                      | Abdullah al-Lafi                                          | 10 mars 2021                    |
| Libye                  | Vice-présidents du Conseil présidentiel                                                      | Musa Al-Koni                                              | 10 mars 2021                    |
| Liechtenstein          | Vice-chef du gouvernement                                                                    | Thomas Zwiefelhofer                                       | 27 mars 2013                    |
| Luxembourg             | Vice-Premiers ministres                                                                      | Paulette Lenert                                           | 5 janvier 2022                  |
| Luxembourg             | Vice-Premiers ministres                                                                      | François Bausch                                           | 11 octobre 2019                 |
| Malaisie               | Vice-roi                                                                                     | Nazrin Shah                                               | 13 décembre 2016                |
| Malaisie               | Vice-Premier ministre                                                                        | Ahmad Zahid Hamidi                                        | 29 juillet 2015                 |
| Malawi                 | Vice-président de la République                                                              | Saulos Chilima                                            | 3 février 2020 (° 10 juin 2024) |
| Maldives               | Vice-président de la République                                                              | Faisal Naseem                                             | 18 novembre 2018                |
| Malte                  | Vice-Premier ministre                                                                        | Chris Fearne                                              | 17 juillet 2017                 |
| Maurice                | Vice-président de la République                                                              | Eddy Boissézon                                            | 2 décembre 2019                 |
| Maurice                | Vice-Premiers ministres                                                                      | Ivan Collendavelloo (deputy PM)                           | 20 décembre 2016                |
| Maurice                | Vice-Premiers ministres                                                                      | Showkutally Soodhun (vice PM)                             | 17 décembre 2014                |
| Micronésie             | Vice-président                                                                               | Yosiwo George                                             | 11 mai 2015                     |
| Namibie                | Vice-président                                                                               | Lucia Witbooi                                             | 22 mars 2025                    |
| Namibie                | Vice-Premier ministre                                                                        | Natangwe Ithete                                           | 22 mars 2025                    |
| Népal                  | Vice-président                                                                               | Nanda Kishor Pun                                          | 31 octobre 2015                 |
| Népal                  | Vice-premiers ministres                                                                      | Gopal Man Shrestha                                        | 7 juin 2017                     |
| Népal                  | Vice-premiers ministres                                                                      | Krishna Bahadur Mahara                                    | 7 juin 2017                     |
| Népal                  | Vice-premiers ministres                                                                      | Bijay Kumar Gachhadar                                     | 7 juin 2017                     |
| Nicaragua              | Vice-président                                                                               | Vacant                                                    | 18 février 2025                 |
| Nigeria                | Vice-président                                                                               | Yemi Osinbajo                                             | 29 mai 2015                     |
| Nouvelle-Zélande       | Vice-premier ministre                                                                        | Grant Robertson                                           | 6 novembre 2020                 |
| Oman                   | Vice-premier ministre                                                                        | Fahd ben Mahmoud el-Saïd                                  | 23 juin 1970                    |
| Ouganda                | Vice-président                                                                               | Jessica Alupo                                             | 21 juin 2021                    |
| Ouganda                | Premier vice-premier ministre                                                                | Moses Ali                                                 | 6 juin 2016                     |
| Ouganda                | Second vice-premier ministre                                                                 | Kirunda Kivejinja                                         | 6 juin 2016 ?                   |
| Ouzbékistan            | Premier vice-Premier ministre                                                                | Roustam Azimov                                            | Janvier 2008                    |
| Ouzbékistan            | Vice-Premiers ministres                                                                      | Oulougbek Rozikoulov                                      | 2008 ?                          |
| Ouzbékistan            | Vice-Premiers ministres                                                                      | Goulomjon Ibraguimov                                      | Juillet 2010                    |
| Ouzbékistan            | Vice-Premiers ministres                                                                      | Botir Zokirov                                             | 2011 ?                          |
| Ouzbékistan            | Vice-Premiers ministres                                                                      | Elmira Basitkhanova                                       | Juin 2011                       |
| Ouzbékistan            | Vice-Premiers ministres                                                                      | Adkham Ikromov                                            | 2012 ?                          |
| Palaos                 | Vice-président                                                                               | Uduch Sengebau Senior                                     | 19 janvier 2021                 |
| Panama                 | Vice-présidente de la République                                                             | Jose Gabriel Carrizo (en espagnol : José Gabriel Carrizo) | 1er juillet 2019                |
| Paraguay               | Vice-président de la République                                                              | Pedro Alliana                                             | 15 août 2023                    |
| Pays-Bas               | Vice-Premier ministre                                                                        | Sigrid Kaag                                               | 10 janvier 2022                 |
| Pérou                  | Premier vice-président                                                                       | poste vacant                                              | 7 décembre 2022                 |
| Pérou                  | Deuxième vice-présidente                                                                     | poste vacant                                              | 23 mars 2018                    |
| Philippines            | Vice-présidente                                                                              | Sara Duterte                                              | 30 juin 2022                    |
| Pologne                | Premier vice-premier ministre                                                                | Piotr Gliński                                             | 16 novembre 2015                |
| Pologne                | Vice-premiers ministres                                                                      | Mateusz Morawiecki                                        | 16 novembre 2015                |
| Pologne                | Vice-premiers ministres                                                                      | Jarosław Gowin                                            | 16 novembre 2015                |
| République dominicaine | Vice-présidente de la République                                                             | Raquel Peña de Antuña                                     | 16 août 2020                    |
| République tchèque     | Vice-premiers ministres                                                                      | Pavel Bělobrádek                                          | 29 janvier 2014                 |
| République tchèque     | Vice-premiers ministres                                                                      | Richard Brabec                                            | 24 mai 2017                     |
| Roumanie               | Vice-Premiers ministres                                                                      | Sevil Shhaideh                                            | 4 janvier 2017                  |
| Roumanie               | Vice-Premiers ministres                                                                      | Daniel Constantin                                         | 4 janvier 2017                  |
| Royaume-Uni            | Vice-Première ministre                                                                       | Angela Rayner                                             | 5 juillet 2024                  |
| Russie                 | Premier vice-président du gouvernement                                                       | Andreï Belooussov                                         | 21 janvier 2020                 |
| Russie                 | Vice-présidents du gouvernement                                                              | Dmitri Grigorenko                                         | 21 janvier 2020                 |
| Russie                 | Vice-présidents du gouvernement                                                              | Iouri Troutnev                                            | 31 août 2013                    |
| Russie                 | Vice-présidents du gouvernement                                                              | Tatiana Golikova                                          | 18 mai 2018                     |
| Russie                 | Vice-présidents du gouvernement                                                              | Iouri Borissov                                            | 18 mai 2018                     |
| Russie                 | Vice-présidents du gouvernement                                                              | Alexeï Overtchouk                                         | 21 janvier 2020                 |
| Russie                 | Vice-présidents du gouvernement                                                              | Marat Khousnoulline                                       | 21 janvier 2020                 |
| Russie                 | Vice-présidents du gouvernement                                                              | Dmitri Tchernychenko                                      | 21 janvier 2020                 |
| Russie                 | Vice-présidents du gouvernement                                                              | Alexandre Novak                                           | 10 novembre 2020                |
| Salvador               | Vice-président                                                                               | Félix Ulloa                                               | 1er juin 2019                   |
| Samoa                  | O le Ao o le Malo adjoint                                                                    | Le Mamea Ropati                                           | 26 janvier 2016                 |
| Serbie                 | Premier vice-premier ministre                                                                | Ivica Dačić                                               | 27 avril 2014                   |
| Serbie                 | Vice-premiers ministres                                                                      | Rasim Ljajić                                              | 27 juillet 2012                 |
| Serbie                 | Vice-premiers ministres                                                                      | Zorana Mihajlović                                         | 27 avril 2014                   |
| Serbie                 | Vice-premiers ministres                                                                      | Nebojša Stefanović                                        | 11 août 2016                    |
| Seychelles             | Vice-président de la République                                                              | Ahmed Afif                                                | 28 octobre 2020                 |
| Sierra Leone           | Vice-président de la République                                                              | Mohamed Juldeh Jalloh                                     | 14 avril 2018                   |
| Slovaquie              | Vice-premier ministre                                                                        | Peter Pellegrini                                          | 23 mars 2016                    |
| Somalie                | Vice-premier ministre                                                                        | Mahdi Ahmed Guled                                         | 21 mars 2017                    |
| Soudan                 | Vice-président du Conseil de souveraineté de transition                                      | Mohamed Hamdan Dogolo                                     | 11 novembre 2021                |
| Soudan du Sud          | Premier vice-président de la République                                                      | Riek Machar                                               | 21 février 2020                 |
| Soudan du Sud          | Second vice-président de la République                                                       | James Wani Igga                                           | 21 février 2020                 |
| Soudan du Sud          | Troisième vice-président de la République                                                    | Taban Deng Gai                                            | 21 février 2020                 |
| Soudan du Sud          | Quatrième vice-présidente de la République                                                   | Rebecca Nyandeng Garang                                   | 21 février 2020                 |
| Soudan du Sud          | Cinquième vice-président de la République                                                    | Hussein Abdelbagi                                         | 21 février 2020                 |
| Suède                  | Vice-Premier ministre                                                                        | Margot Wallström (intérim)                                | 3 octobre 2014                  |
| Suède                  | Vice-Première ministre honoraire                                                             | Isabella Lövin                                            | 25 mai 2016                     |
| Suisse                 | Vice-président de la Confédération                                                           | Simonetta Sommaruga                                       | 1er janvier 2019                |
| Suriname               | Vice-président de la République                                                              | Ronnie Brunswijk                                          | 16 juillet 220                  |
| Syrie                  | Vice-président                                                                               | poste vacant                                              | 8 décembre 2024                 |
| Swaziland              | Vice-Premier ministre                                                                        | Paul Dlamini                                              | 2013                            |
| Tadjikistan            | Premier vice-Premier ministre                                                                | Davlatala Saïd                                            | .../2017                        |
| Tadjikistan            | Vice-Premiers ministres                                                                      | Mahmadtoir Zokirzoda                                      | .../2016                        |
| Tadjikistan            | Vice-Premiers ministres                                                                      | Azim Ibrohim                                              | .../2014                        |
| Taïwan                 | Vice-président de la République                                                              | William Lai                                               | 20 mai 2020                     |
| Taïwan                 | Vice-premier ministre                                                                        | Shen Jong-chin                                            | 19 juin 2020                    |
| Tchad                  | Vice-président du Conseil militaire de transition                                            | Djimadoum Tiraina                                         | 20 avril 2021                   |
| Tanzanie               | Vice-présidente de la République                                                             | Philip Mpango                                             | 31 mars 2021                    |
| Thaïlande              | Vice-Premiers ministres                                                                      | Prawit Wongsuwan                                          | 30 août 2014                    |
| Thaïlande              | Vice-Premiers ministres                                                                      | Tanasak Patimapragorn                                     | 30 août 2014                    |
| Thaïlande              | Vice-Premiers ministres                                                                      | Wissanu Krea-ngam                                         | 30 août 2014                    |
| Thaïlande              | Vice-Premiers ministres                                                                      | Somkid Jatusripitak                                       | 20 août 2015                    |
| Thaïlande              | Vice-Premiers ministres                                                                      | Narong Pipathanasai                                       | 20 août 2015                    |
| Thaïlande              | Vice-Premiers ministres                                                                      | Prajin Jantong                                            | 20 août 2015                    |
| Turquie                | Vice-président de la République                                                              | Fuat Oktay                                                | 9 juillet 2018                  |
| Ukraine                | Première vice-Première ministre                                                              | Ioulia Svyrydenko                                         | 4 novembre 2021                 |
| Ukraine                | Vice-Premiers ministres                                                                      | Olha Stefanychyna                                         | 4 juin 2020                     |
| Ukraine                | Vice-Premiers ministres                                                                      | Mykhailo Fedorov                                          | 29 août 2019                    |
| Ukraine                | Vice-Premiers ministres                                                                      | Iryna Verechtchouk                                        | 4 novembre 2021                 |
| Uruguay                | Vice-présidente de la République                                                             | Beatriz Argimón                                           | 1er mars 2020                   |
| Vanuatu                | Vice-Premier ministre                                                                        | Joe Natuman                                               | 11 février 2016                 |
| Venezuela              | Vice-présidente de la République                                                             | Delcy Rodríguez                                           | 14 juin 2018                    |
| Yémen                  | Vice-président de la République                                                              | Ali Mohsen al-Ahmar                                       | 4 avril 2016                    |
| Yémen                  | Vice-Premiers ministres                                                                      | Abdel Malak al-Mekhlafi                                   | 1er décembre 2015               |
| Yémen                  | Vice-Premiers ministres                                                                      | Mohamed Abdelaziz al-Jabari                               | 1er décembre 2015               |
| Yémen                  | Vice-Premiers ministres                                                                      | Hussein Arab                                              | 1er décembre 2015               |
| Yémen                  | Chef adjoint du Conseil politique suprême                                                    | Qassem Labozah                                            | 14 août 2016                    |
| Zambie                 | Vice-présidente de la République                                                             | Mutale Nalumango                                          | 24 août 2021                    |
| Zimbabwe               | Premier vice-président de la République                                                      | Constantino Chiwenga                                      | 28 décembre 2017                |
| Zimbabwe               | Second vice-président de la République                                                       | poste vacant                                              | 1er mars 2021                   |

## Vice-dirigeants (entités secondaires)
| Entité                                   | Titre                  | Nom                    | Depuis (le)       |
| ---------------------------------------- | ---------------------- | ---------------------- | ----------------- |
| Abkhazie                                 | Vice-président         | Badr Gunba             | 23 avril 2020     |
| Åland                                    | Vice-Premier ministre  | Camilla Gunell         | 2015              |
| Chypre du Nord                           | Vice-Premier ministre  | Serdar Denktaş         | 16 avril 2016     |
| Écosse                                   | Vice-Premier ministre  | John Swinney           | 21 novembre 2014  |
| Féroé                                    | Vice-Premier ministre  | Høgni Hoydal           | 15 septembre 2015 |
| Gibraltar                                | Vice-Premier ministre  | Joseph Garcia          | 9 décembre 2011   |
| Mariannes du Nord                        | Lieutenant-gouverneur  | Victor Hocog           | 29 décembre 2015  |
| Polynésie française                      | Vice-président         | poste vacant           | 3 novembre 2021   |
| Samoa américaines                        | Lieutenant-gouverneur  | Lemanu Peleti Mauga    | 3 janvier 2013    |
| Somaliland                               | Vice-président         | Abdirahman Saylici     | 27 juillet 2010   |
| Gouvernement révolutionnaire de Zanzibar | Premier vice-président | Othman Masoud Sharif   | 2 mars 2021       |
| Gouvernement révolutionnaire de Zanzibar | Second vice-président  | Hemed Suleiman Abdalla | 8 novembre 2020   |

## Note(s)
1. ↑  (pt) « Investidura do Presidente da República », sur Rádio Nacional de Angola, 15 septembre 2022.
2. ↑  Selon la Constitution de 1960, le poste est attribué à un citoyen chypriote turc élu au suffrage direct par la communauté turque. Depuis l'invasion turque de Chypre et la séparation de fait de la communion turque, le poste n'a pas été occupé.
3. ↑  Précédemment du 27 janvier au 28 août 2015.
4. ↑  Second vice-président de la République du 21 mai 2012 au 21 juin 2016.
5. ↑  Titre complet : vice-Premier ministre pour les affaires du Conseil des ministres.
6. ↑  Troisième vice-premier ministre de mai 2011 à juin 2016.
7. ↑  Membres du Conseil des députés
8. ↑  Précédemment du 7 juillet 2008 au 27 juillet 2012.
9. ↑  Précédemment Vice-président du Conseil de souveraineté 21 août 2019 au 25 octobre 2021.
10. ↑  Précédemment vice-président du 9 juillet 2011 au 23 juillet 2013 et vice-président de la région autonome du Soudan du Sud du 11 août 2005 au 9 juillet 2011.
11. ↑   Précédemment vice-président du 25 août 2013 au 212 février 2020.
12. ↑   Précédemment premier vice-président du 23 juillet 2016 au 21 février 2020.